# Battaglia di Beaulieu-sous-la-Roche
La battaglia di Beaulieu-sous-la-Roche è stata una battaglia della Seconda guerra di Vandea combattuta il 28 giugno 1795 a Beaulieu-sous-la-Roche.

## La battaglia
Il 28 giugno 1795, le divisioni vandeane di Le Poiré-sur-Vie e del Pays de Retz comandata da Louis de Charette, fratello di François, e Louis Guérin, tesero un'imboscata ad un convoglio repubblicano tra Beaulieu-sous-la-Roche e La Mothe-Achard.
Secondo il rapporto dei repubblicani, il convoglio è scortato da 300 - 400 uomini. La colonna, partita da Les Sables d'Olonne e diretta verso Palluau, viene attaccata nella sua retroguardia dalla divisione comandata da Charette, e all'altra estremità da Guerin che con la sua cavalleria ha mandato in rotta i repubblicani.
Vittoriosi, i vandeani stavano saccheggiato il convoglio, quando furono sorpresi dall'arrivo del rappresentante Joseph-Marie Gaudin che era partito da Palluau con una piccola scorta. Credendo di stare subendo un attacco da parte della guarnigione della città, i vandeani si ritirarono permettendo così a Gaudin di scappare a sua volta verso Les Sables d'Olonne; tuttavia, approfittando della confusione, diversi prigionieri repubblicani tentano di fuggire e furono massacrati. Gli uomini di Gaudin, vedendo sul campo di battaglia i corpi dei repubblicani morti, andarono su tutte le furie e commisero "molti eccessi".
Secondo Lucas de La Championniere, tutti gli uomini della scorta repubblicana furono uccisi o catturati, questi ultimi sarebbero circa 300. Gaudin invece riferì che solo 12 uomini sono riusciti a raggiungere Les Sables d'Olonne. Infine, secondo una lettera del generale Emmanuel de Grouchy, le perdite complessive dei repubblicani in questa battaglia e in quella di Les Essarts, furono di 100 morti e oltre 200 prisonniers, Lucas de La Championniere a questo proposito riporta che nella battaglia di Les Essarts vi furono poche vittime e che la maggior parte delle perdite sono avvenute in questa battaglia.
I prigionieri repubblicani catturati a seguito di questa battaglia furono condotti a Belleville-sur-Vie, insieme ai prigionieri catturati a Les Essarts. Un mese dopo, il 9 agosto, furono fucilati su ordine del generale Charette, come rappresaglia dopo che i repubblicani fucilarono prigionieri vandaeni, chouan ed emigrati, catturati dopo lo sbarco a Quiberon.